# Llogarský průsmyk

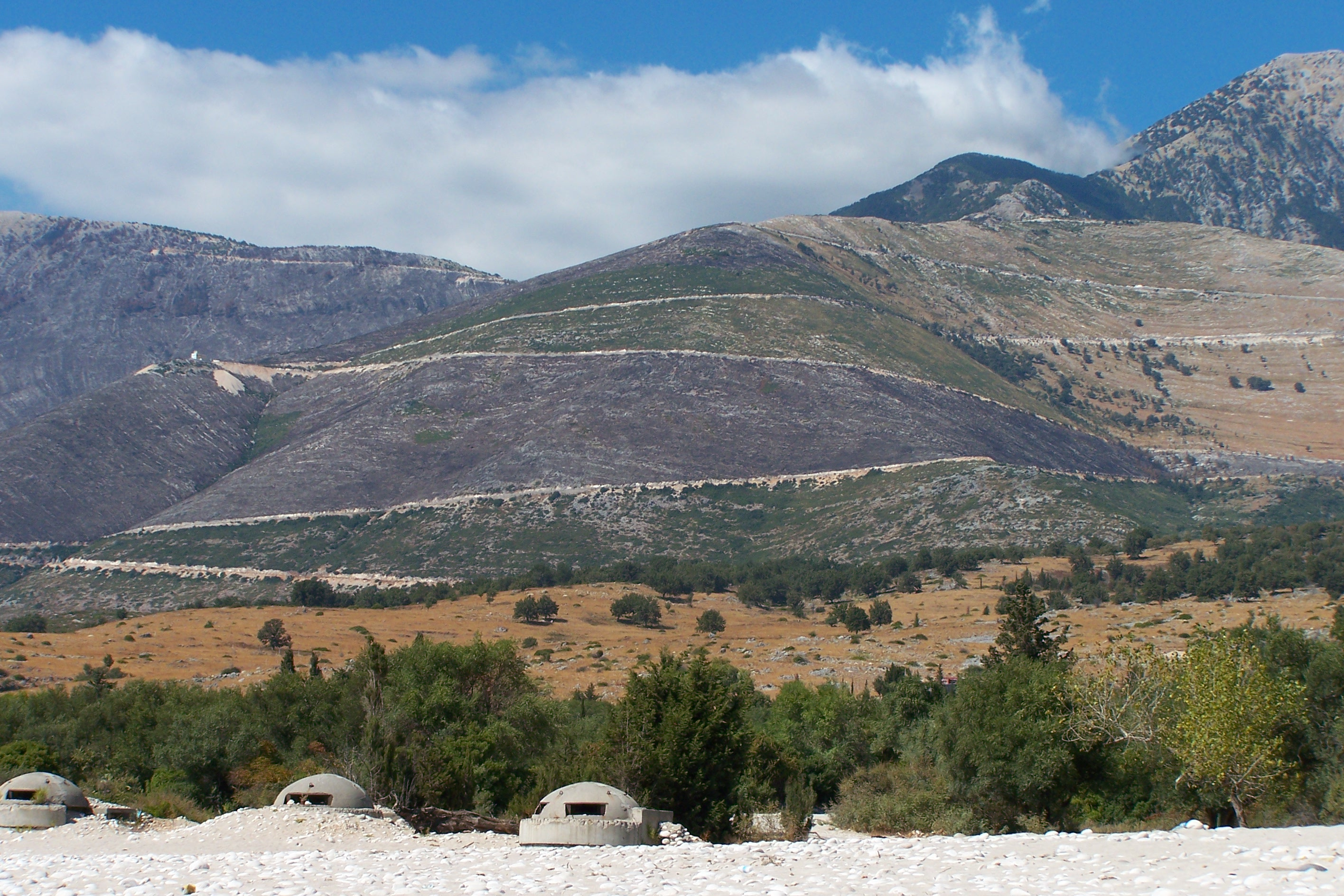
Silnice SH 8 jižně od průsmyku. Zatímco severní strana (údolí Dukat) je zalesněná, z jižní strany jsou svahy holé

Llogarský průsmyk (albánsky Qafa Llogara/Qafa e Llogarës, řecky Στενό Λογαρά) se nachází v jižní Albánii. Prochází  pohořím Kanali v nadmořské výšce 1027 m n. m. Vede ním silnice (SH 8) z Vlory směrem k Sarandë. V blízkosti průsmyku se nachází hranice mezi Jaderským a Iónským mořem. 
Průsmyk je součástí Národního parku Llogara a představuje v podstatě jedinou přístupovou cestu k němu. Horské vrcholy, které jej obklopují, jsou Maja e Çikës (2045 m n. m.) a Maja e Gnjipalit (1446 m n. m.) V samotném průsmyku se nachází několik restaurací. Je z něj výhled k Ionskému moři. 
Severně od průsmyku se nachází údolí Dukat a Vlorský záliv. Západně od něj se rozkládá poloostrov Karaburun. Jižně od průsmyku se nachází město Himara a známá Albánská riviéra.

## Historie
V listopadu 1912 průsmyk obsadila během Himarského povstání řecká armáda.
Silnice, která průsmykem prochází, byla zbudována v roce 1920. Na místě se nachází i k tomuto datu vztažený památník. V roce 2008 byla zmodernizována a rozšířena. Stoupání z jižní strany je dlouhé 22 km a překonává nadmořskou výšku téměř 1013 m.